# Малмыж (Амурский район)
В Нанайском районе Хабаровского края тоже есть село Малмыж.
Малмы́ж — посёлок станции в Амурском районе Хабаровского края. Входит в состав Падалинского сельского поселения.

## География
Посёлок находится на железнодорожной линии Волочаевка II — Комсомольск-на-Амуре между посёлком Известковый и станцией Мылки.

## Население
| 1992 | 2002 | 2010 | 2011 | 2012 | 2021 |
| ---- | ---- | ---- | ---- | ---- | ---- |
| 98   | ↘88  | ↗98  | ↘97  | ↘92  | ↘64  |

## Улицы
- пер. Вымпеловский,
- пер. Пионерский,
- ул. Садовая,
- пер. Светлый,
- ул. Школьная.